# Suzette Guillaud
Suzette Amélie Guillaud, née à Lyon 1er le 16 janvier 1894 et morte à Lyon 5e le 23 juin 1990est une comédienne de théâtre, professeur d'art dramatique et pionnière du théâtre de sa ville natale.

## Jeunesse
Elle est la fille de François Pierre Guillaud, un employé caissier d'une maison de soierie. Sa mère, Jeanne Sophie Forestier, pratique l'art de la peinture en amateur, son père voyage beaucoup pour les affaires. Elle vit une enfance sans histoire, passant ses vacances dans une maison de campagne à Yzeron dans les monts du Lyonnais.
Sa vocation théâtrale s'éveille très tôt. Elle manifeste une grande admiration pour Sarah Bernhardt. Son amour pour la comédie la conduit à l'Université des Heures dirigées par Irma Grignon-Faintrenie (1873-1966), où elle est une élève sensible et appliquée.
Elle monte à Paris pour suivre les cours de Julia Bartet. Admise sans difficulté à la Comédie-Française, Suzette Guillaud préfère revenir à Lyon pour rester près de ses parents.

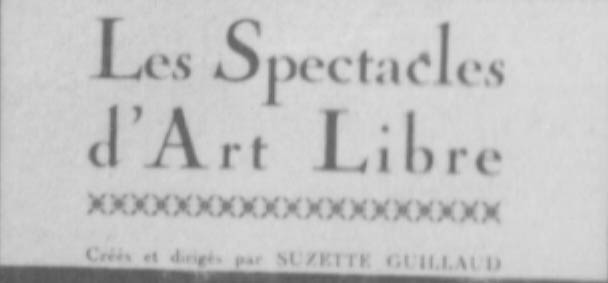
Logo des "Spectacles d'Art libre"

## Spectacles d'Art libre

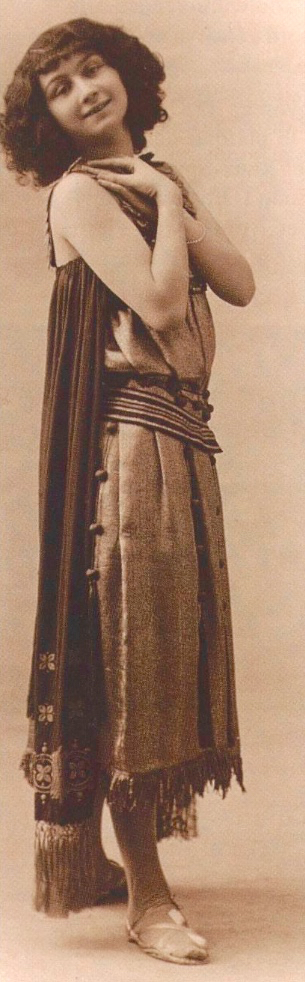
Suzette Guillaud, vers 1920.

Sous le patronage du maire de Lyon, Édouard Herriot, les spectacles se donnent au conservatoire, salle Molière. La programmation ne fait l'objet d'aucun parti pris et, comme l'écrit Suzette Guillaud, elle visait seulement à « traduire dans leur simple et naturelle vérité, quelques-unes des productions les plus originales du théâtre contemporain ». En 1921, elle s'attache la collaboration du peintre lyonnais Pierre Combet-Descombes (1885-1966) qui collabore avec elle jusqu'en 1956 en réalisant les décors, programmes et costumes.
En 1924, la troupe connaît de sérieuses difficultés financières, et la municipalité n'est pas prodigue en subventions. Édouard Herriot, président du cartel des gauches, passant beaucoup de temps à Paris, elle reçoit alors l'appui d'un prêtre, l'abbé Charavay. Ce prêtre est l'aumônier du lycée de jeunes filles Edgar Quinet, aujourd'hui lycée Édouard Herriot. Il met à sa disposition une salle paroissiale dans le quartier de la Guillotière : la salle François Coppée.
À part Suzette Guillaud, les autres comédiens sont tous des amateurs, mais leur travail est d'une qualité suffisante pour que de grands acteurs ou actrices acceptent de venir jouer à leurs côtés pour leur rendre hommage, en particulier Fernand Ledoux, Marie Bell et Madeleine Renaud. La programmation comprend les grandes pièces classiques de Molière - le Misanthrope, Tartuffe, Le Malade imaginaire - mais aussi des pièces contemporaines comme L'Annonce faite à Marie de Paul Claudel, ou Électre de Jean Giraudoux.
Le travail de la comédienne est reconnu par le milieu artistique, par exemple le bulletin Art dramatique en 1933 : «On sait l'effort que mène depuis de nombreuses années Melle Suzette Guillaud pour doter Lyon d'un théâtre conforme aux idées qu'elle s'en fait et que nous nous en faisons avec elle».
Le début de la Seconde Guerre mondiale interrompt son activité théâtrale en 1939 mais, dès 1941, la troupe reprend les représentations.
À la mort de l'abbé Charavay en 1956, la salle François Coppée ferme définitivement ses portes. Suzette Guillaud continue à donner des cours de diction dans son appartement de la bourse. Parmi ses élèves, on peut citer André Falcon et Roger Planchon. En 1980, pour les soixante ans des « Spectacles d'art libre », Francisque Collomb, maire de Lyon, lui remet la médaille de la ville en citant le vers de Claudel :
« « Faire de la lumière, bonnes gens, est plus difficile que faire de l'or » ».
Suzette Guillaud se retire dans une maison de retraite à Fourvière, où elle meurt le 23 juin 1990. Elle est enterrée dans le caveau familial à Yzeron.

## Galerie d'images

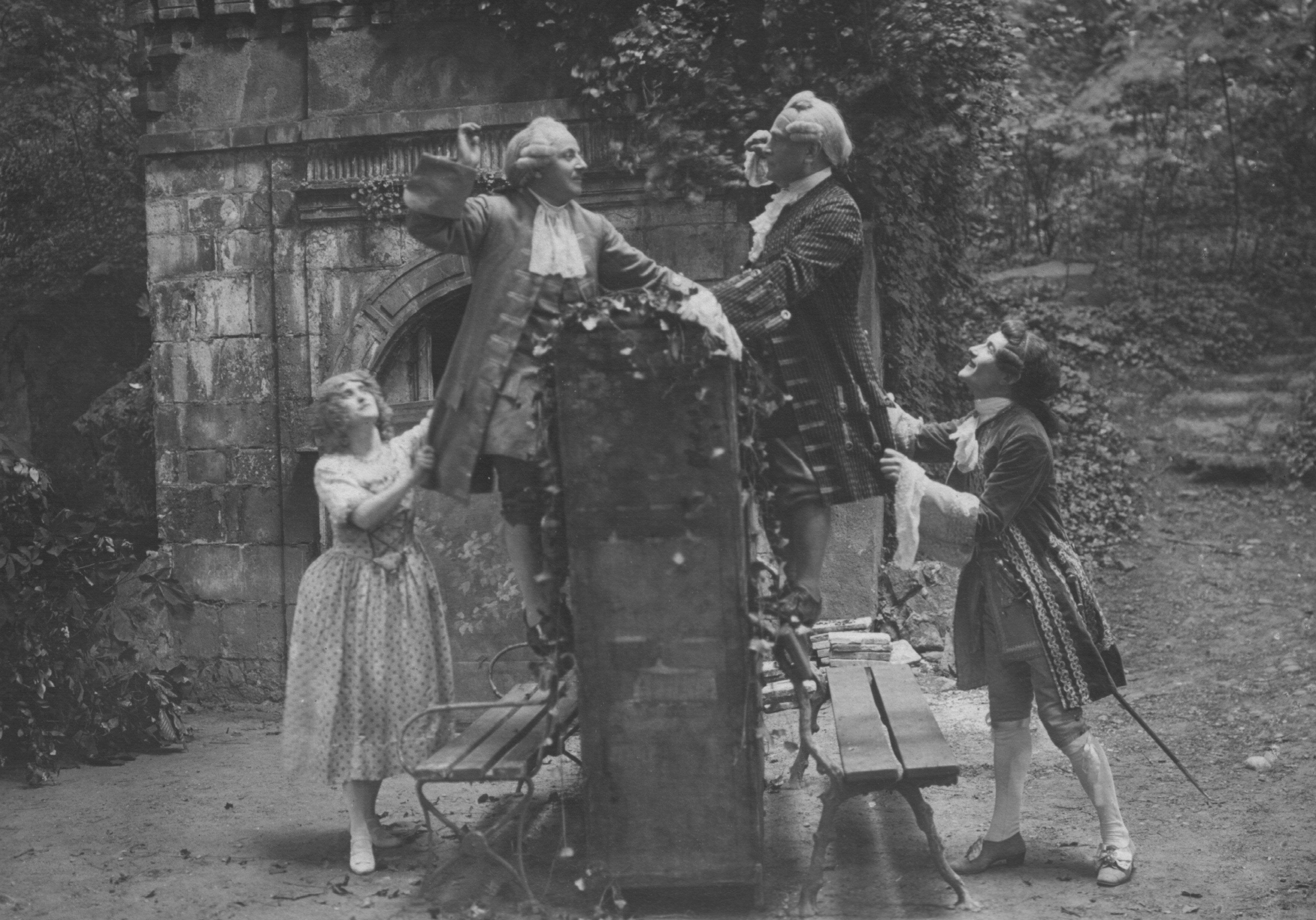
Représentation des Romanesques d'Edmond Rostand en 1920
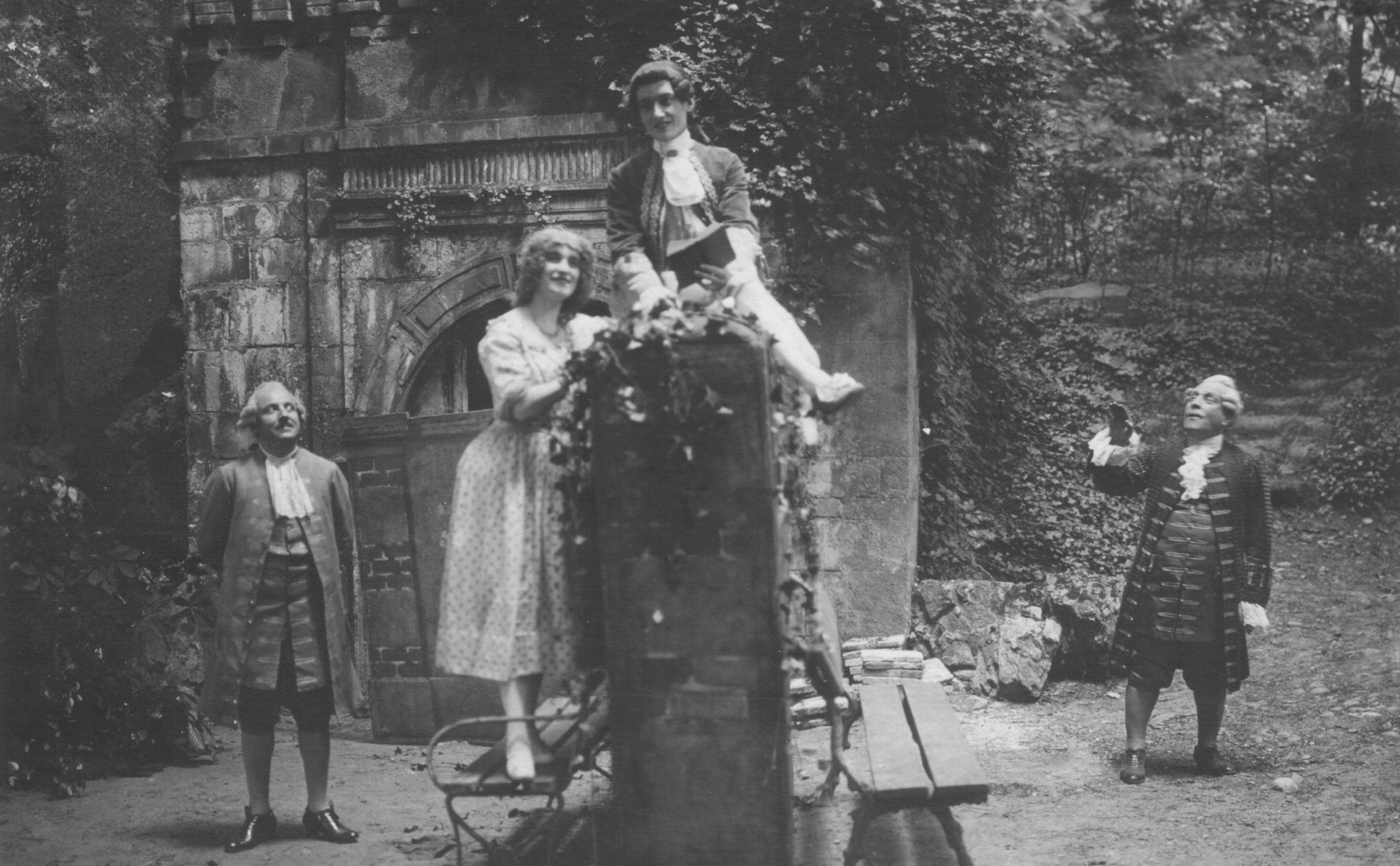
Représentation des Romanesques d'Edmond Rostand en 1920, jeune premier André Boissy